# بیتونیا (شهر)
بیتونیا (به لاتین: Beitunia) شهری در استان رام‌الله و البیره از توابع کرانه باختری است که در کشور اسرائیل قرار دارد.